# Auntie and the Cowboys
Auntie and the Cowboys è un cortometraggio muto del 1911 diretto da Allan Dwan. Prodotto dalla Flying A e distribuito dalla Motion Picture Distributors and Sales Company, aveva come interpreti J. Warren Kerrigan, Pauline Bush, Louise Lester.

## Trama
Bud Norris, giovane cowboy del Triple Star Ranch, ha la fissa dei cavalli da corsa e quando ne trova uno che sembra soddisfare tutte le sue fantasie, lo compra. Mentre ritorna a casa con la sua nuova cavalcatura, passa davanti alla casa di Daisy, la sua ragazza, e si mette a chiacchierare con lei. La zia di Daisy non sembra apprezzare quell'incontro: rimprovera Bud per perdersi dietro ai cavalli e gli proibisce di vedere ancora la nipote.

La zietta vuole per sé una cavalcatura docile e tranquilla: mentre si trova in città, vede un vecchio mulo agganciato a un carretto con la scritta "in vendita a buon mercato" e lo compra. Passa poi davanti all'emporio dove Bud è fermo con i suoi amici: il giovane si lancia all'inseguimento della zia, sfidandola a una gara. La signora, provocata, incita il mulo mentre Bud le corre dietro. A rotta di collo, zietta raggiunge per prima la casa: molto soddisfatta per la vittoria, si rimangia la proibizione e ora dà il permesso ai due innamorati di tornare a frequentarsi.

## Produzione
Il film fu prodotto dalla Flying A (la futura American Film Manufacturing Company).

## Distribuzione
Distribuito dalla Motion Picture Distributors and Sales Company, il film - un cortometraggio in 225 metri conosciuto anche con il titolo Aunty and the Cowboys - uscì nelle sale cinematografiche degli Stati Uniti il 26 agosto 1911. Nelle proiezioni, veniva programmato con il sistema dello split reel, accorpato in un'unica bobina con un altro cortometraggio prodotto dall'American Film Manufacturing Company, il documentario Anna Harris in the Swimming Marathon.